# 橋立 (砲艦)
| 橋立                |                                                                      |
| 艦歴                |                                                                      |
| 計画                | 1937年（③計画）                                                      |
| 起工                | 1939年2月20日                                                        |
| 進水                | 1939年12月23日                                                       |
| 就役                | 1940年6月30日                                                        |
| その後              | 1944年5月22日戦没                                                    |
| 除籍                | 1944年7月10日                                                        |
| 性能諸元 （竣工時） |                                                                      |
| 排水量              | 基準：999t 公試：1,110t                                              |
| 全長                | 80.5m                                                                |
| 全幅                | 9.70m                                                                |
| 吃水                | 2.45m （公試平均）                                                   |
| 主缶                | ホ号艦本式缶2基                                                      |
| 主機                | 艦本式タービン2基2軸 4,600hp                                         |
| 速力                | 19.5kt                                                               |
| 航続距離            | 2,500NM / 14kt （重油170t）                                          |
| 乗員                | 158名                                                                |
| 兵装 （竣工時）     | 12cm連装高角砲1基 12cm単装高角砲1門 25mm連装機銃2基 留式7.7mm機銃2挺 |

橋立（はしだて）は、日本海軍の砲艦。橋立型砲艦の1番艦である。この名を持つ日本海軍の艦船としては2隻目。

## 艦歴
「安宅」の代艦として沿岸航洋性を持ち旗艦設備を擁した砲艦として設計された。
大阪鉄工所桜島工場で建造され、1940年6月30日に竣工。1944年10月1日に軍艦から除かれ艦艇の砲艦に類別が変更された。
日中戦争において、長江流域の哨戒活動に従事。太平洋戦争においては、1941年12月、香港攻略戦に参加、以後、第二遣支艦隊旗艦として中国沿岸における警備、船団護衛に従事した。
1943年8月30日、香港近海の九針群島付近の海域で米機と交戦し、艦長l露口操大佐以下６名戦死。
1944年5月20日南シナ海東沙島南方にて、第八八船団（八隻）護衛中にB24　4機の来襲を受け、対空砲火にて２機を撃墜、２機に損傷を与えた。
5月22日損傷した筑波丸の救助中に米潜水艦「ピクーダ」（USS Picuda. SS-382）の雷撃により戦没。艦長村井貞敏大佐以下180名全員戦死。

## 艦長
艤装員長
- 香川清登 中佐：1940年2月1日 - 6月30日[3]

艦長
- 香川清登 中佐：1940年6月30日 - 1941年9月20日[3]
- 山代勝守 中佐：1941年9月20日[4] -
- 露口操 大佐：不明　-　1943年8月30日戦死[5]
- 村井貞敏 大佐：1943年9月14日 - 1944年5月22日戦死

## 同型艦
- 宇治 [II]